# Tarnów (gmina wiejska)
Tarnów – gmina wiejska w województwie małopolskim, w powiecie tarnowskim. W latach 1975–1998 gmina położona była w województwie tarnowskim. 
Do gminy wiejskiej Tarnów nie należy jej siedziba – miasto Tarnów, stanowiące oddzielną gminę miejską Tarnów.
Według danych z 31 grudnia 2023 gminę zamieszkiwało 26 374 osób, tym samym była 3. najludniejszą gminą wiejską w województwie małopolskim.

## Historia
Przed wiekami, jak wynika z badań archeologicznych, prowadzonych m.in. przez archeologa z Tarnowca, Jerzego Okońskiego, teren obecnej gminy Tarnów, był miejscem pierwszego osadnictwa w tym rejonie. W Zawadzie odkryto największe w Polsce południowej wczesnośredniowieczne grodzisko, a w Tarnowcu miejsce, na którym pierwotnie znajdowała się osada Tarnów Mały. Z czasem, miasto Tarnów powstało na obecnie zajmowanym terenie. Z terenem gminy graniczy także średniowieczny zamek Leliwitów Tarnowskich, którego ruiny znajdują się na północnych zboczach Góry Św. Marcina. O bogatej historii tej ziemi świadczą jednak nie tylko liczne stanowiska archeologiczne, ale także wspaniałe zabytki, zaskakujące różnorodnością stylów, począwszy od gotyku, przez barok po klasycyzm, co szczególnie przejawia się w architekturze budowli sakralnych.

## Zabytki
Obiekty wpisane do rejestru zabytków województwa małopolskiego:

### Zabytki sakralne
Kościół św. Marcina Biskupa w Zawadzie
Gotycki, drewniany kościół w Zawadzie, zbudowany w XV wieku, a następnie przebudowany w XVI wieku. Świątynia konstrukcji zrębowej, kryta gontem. We wnętrzu świątyni znajdują się m.in. barokowy ołtarz z 16-wiecznym obrazem przedstawiającym św. Marcina, późnogotyckie płaskorzeźby oraz krucyfiks z XVI wieku.
Kościół Świętych Apostołów Piotra i Pawła w Porębie Radlnej
Murowany z cegły, neogotycki i neoromański kościół w Porębie Radlnej, zbudowany w latach 1904–1905. Świątynia z trójnawową orientowaną bazyliką z transeptem oraz trójbocznie zamkniętym prezbiterium. Wnętrze urządzone jest głównie w stylu neogotyckim.
Kościół Podwyższenia Krzyża Świętego w Zbylitowskiej Górze
Kościół w Zbylitowskiej Górze ufundowany przez Mikołaja Zbylitowskiego w 1464. Doszczętnie zniszczony podczas ostrzału w czasie I wojny światowej. Odbudowany w latach 1916–1922 z wykorzystaniem zachowanych murów prezbiterium, zakrystii i kaplicy. Najcenniejszym zabytkiem wyposażenia kościoła jest alabastrowa płyta nagrobna z XVI w., z leżącą postacią jednego ze Zbylitowskich. Przy kościele wolno stojąca, murowana dzwonnica z półkolistymi arkadami w wyższej kondygnacji.

### Dwory
Dwór w Zbylitowskiej Górze
W skład zespołu dworsko-parkowego w Zbylitowskiej Górze wchodzą dwór, oranżeria, oficyna oraz park. Murowany dwór w stylu klasycystycznym został wybudowany dla Franciszka Moszczeńskiego po roku 1830, później był siedzibą rodu Żabów. Obiekt parterowy, dwutraktowy z portykiem o sześciu filarach od frontu. Na zwieńczeniu widoczne są kartusze z herbami Nałęcz i Szreniawa.
Dwór w Zgłobicach
Dwór w Zgłobicach otoczony jest parkiem z aleją dojazdową obsadzoną kasztanami. Dwór w stylu klasycystycznym zbudowano w XIX wieku, jest to budynek murowany, parterowy, w części podpiwniczony. W skład zespołu dworsko-parkowego wchodzą też dwie oficyny z XIX wieku.

### Cmentarze wojenne

#### Z okresu I wojny światowej
- cmentarz wojenny nr 175 w Porębie Radlnej
- cmentarz wojenny nr 180 w Tarnowcu
- cmentarz wojenny nr 196 w Koszycach Małych
- cmentarz wojenny nr 198 w Błoniu
- cmentarz wojenny nr 204 w Woli Rzędzińskiej
- cmentarz wojenny nr 205 w Jodłówce-Wałkach

#### Z okresu II wojny światowej
- cmentarz wojenny Buczyna – miejsce masowych egzekucji i pochówku ofiar zbrodni wojennej. Cmentarz znajduje się w lesie Buczyna w Zbylitowskiej Górze. W 1998 roku urządzono tu ścieżkę upamiętniającą tragiczne wydarzenia z czasów II wojny światowej[12].

### Plebania w Zbylitowskiej Górze
Budynek plebanii parafii w Zbylitowskiej Górze. Murowany dwukondygnacyjny budynek nakryty dwuspadowym dachem wzniesiony na przełomie XV i XVI wieku. Na początku XVIII wieku w budynku działał zbór braci polskich.

## Położenie geograficzne
Ukształtowanie terenu gminy jest bardzo zróżnicowane, gdyż jej południowa część znajduje się na obszarze Pogórza Karpackiego, natomiast część północna – na obszarze równinnej Kotliny Sandomierskiej. Granicą między tymi regionami geograficznymi są międzynarodowe trakty: droga nr 4 i równoległą do niej trakcja kolejowa, łączące wschodnią i zachodnią granice Polski.

## Struktura powierzchni
Według danych z roku 2002 gmina Tarnów ma obszar 82,81 km², w tym:
- użytki rolne: 71%
- użytki leśne: 13%

Gmina stanowi 5,85% powierzchni powiatu.

## Demografia

### Płeć i gęstość zaludnienia
Dane z 31 grudnia 2017 roku
| Opis                              | Ogółem | Ogółem | Mężczyźni | Mężczyźni | Kobiety | Kobiety |
| --------------------------------- | ------ | ------ | --------- | --------- | ------- | ------- |
| Jednostka                         | osób   | %      | osób      | %         | osób    | %       |
| Populacja                         | 25 909 | 100    | 13 136    | 50,7      | 12 773  | 49,3    |
| Gęstość zaludnienia [mieszk./km²] | 311    | 311    | 158       | 158       | 153     | 153     |

### Liczba ludności
- 1995 – 19 578
- 1996 – 19 734
- 1997 – 20 045
- 1998 – 20 298
- 1999 – 21 205
- 2000 – 21 403
- 2001 – 21 679
- 2002 – 21 914
- 2003 – 22 233
- 2004 – 22 676
- 2005 – 22 945
- 2006 – 23 180
- 2007 – 23 384
- 2008 – 23 492
- 2009 – 23 788
- 2010 – 24 070
- 2011 – 24 541
- 2012 – 24 844
- 2013 – 25 052
- 2014 – 25 254
- 2015 – 25 557
- 2016 – 25 709
- 2017 – 25 909
- 2018 – 26 028
- 2019 – 26 202
- 2020 – 26 224
- 2021 – 26 405
- 2022 – 26 359
- 2023 – 26 417  [18]

## Miejscowości i sołectwa
W gminie Tarnów znajduje się 14 miejscowości i 15 sołectw. Są to:
- Biała,
- Błonie,
- Jodłówka-Wałki,
- Koszyce Małe,
- Koszyce Wielkie,
- Łękawka,
- Nowodworze,
- Poręba Radlna,
- Radlna,
- Tarnowiec,
- Wola Rzędzińska (2 sołectwa),
- Zawada,
- Zbylitowska Góra,
- Zgłobice.

Do gminy Tarnów nie należy miasto Tarnów, stanowiące oddzielną gminę miejską Tarnów.

## Sąsiednie gminy
Z gminą Tarnów sąsiadują następujące gminy:
- miasto Tarnów,
- Czarna,
- Lisia Góra,
- Pleśna,
- Skrzyszów,
- Tuchów,
- Wierzchosławice,
- Wojnicz,
- Żabno.

## Transport publiczny
Na terenie gminy Tarnów kursuje 10 linii autobusowych. Do Białej kursuje linia nr 3 (miejska), a pozostałe są obsługiwane w ramach Gminnej Komunikacji Publicznej. System GKP na terenie gminy składa się z 9 linii autobusowych: T08, T10, T13, T22, T24, T25, T27, T29 oraz T39.